# 2-га дивізія морської піхоти (США)
2-га дивізія морської піхоти (США) (англ. 2nd Marine Division) — військове з'єднання, дивізія морської піхоти Корпусу морської піхоти США з пунктом постійної дислокації на базі морської піхоти Кемп-Леджейн, Північна Кароліна. Це наземний бойовий елемент II експедиційного корпусу морської піхоти (II MEF).

## Історія з'єднання
2-га дивізія морської піхоти веде свою історію від 2-ї бригади морської піхоти, яка була створена 1 липня 1936 року в Сан-Дієго, Каліфорнія. Згодом у серпні-вересні 1937 року бригада була розгорнута в Шанхаї, Китай. У лютому-квітні 1938 року бригаду морської піхоти знову передислокували до Сан-Дієго.

### Друга світова війна
1 лютого 1941 року 2-га дивізія морської піхоти США була активована в Сан-Дієго наказом генерал-майора Клейтона Фогеля, її першим командиром. Дивізія складався з 2-го, 6-го, 8-го і 10-го полків морської піхоти, артилерійського полку; танкового, інженерного, медичного батальйонів, а також підрозділів підтримки й забезпечення. До середини 1941 року через зростаючу загрозу німецького вторгнення в Ісландію 6-й полк морської піхоти, батальйон 10-ї морської піхоти та низка підрозділів забезпечення були передані зі складу дивізії до спеціального окупаційного угруповання та відправлені до гарнізону Рейк'явіка. Після початку війни 8-й полк морської піхоти разом з іншими дивізійними формуваннями став основною частиною, на базі яких сформували 2-ю бригаду морської піхоти і передислокували її на Американське Самоа.
Під час Другої світової війни 2-га дивізія морської піхоти брала участь в операціях на Тихоокеанському театрі воєнних дій:
- Гуадалканська кампанія і кампанії на Соломонових островах — 4 січня — 8 лютого 1943 року.
- Битва за Тараву в кампанії на островах Гілберта — 20 листопада — 4 грудня 1943 року.
- Битва за Сайпан в кампанії на Маріанських островах — 15 червня — 24 липня 1944 року.
- Битва за Тініан — 24 липня — 10 серпня 1944 року.
- Битва за Окінаву — 1-10 квітня 1945 р та з 1 по 30 червня 1945 р.

Після капітуляції Японії підрозділи дивізії були частиною окупаційних сил, що зайняли Нагасакі, прибувши туди через двадцять п'ять днів після ядерного удару.

### Холодна війна
З початком Холодної війни і до 1958 року дивізія не брала активної участі у бойових діях, в яких брали участь американські збройні сили. 1958 році підрозділи 2-ї дивізії морської піхоти взяли участь у втручанні США в Ліванську кризу. Окремі підрозділи 2-ї дивізії залучалися до заходів посилення оборони в затоці Гуантанамо під час Кубинської ракетної кризи 1962 року та висадилися в Домініканській Республіці в 1965 році в рамках операції «Силовий вузол».
З серпня 1982 року по лютий 1984 року дивізія входила до складу Багатонаціональних миротворчих сил у Лівані, розгорнутих під час Громадянської війни в країні. У жовтні 1983 року внаслідок терористичної атаки на казарму миротворців у Бейруті дивізія зазнала втрату 238 морських піхотинців і моряків, а також 3 військовослужбовців армії США, приданих підрозділу. Ближче до кінця 1980-х років дивізії морської піхоти брала участь в операції «Справедлива справа», вторгнення в Панаму.

### Після Холодної війни
1990-ті почалися з того, що підрозділи дивізії брали участь в операції «Шарп Ейдж» — евакуації цивільного населення США та союзників з охопленої війною Ліберії.
За цим відбулися розгортання в Саудівській Аравії на підтримку операції «Щит пустелі», а в рамках операції «Буря в пустелі» морські піхотинці брали участь у боях по визволенню Кувейту від іракських окупантів. 2-га дивізія морської піхоти відіграла важливу роль у відбитті спроби іракського вторгнення в Саудівську Аравію, яка знана як битва за Хафджі. Дивізія морської піхоти зіткнулася із затятим опором під час битви за міжнародний аеропорт Кувейту. На третій і останній день бойових дій 2-га дивізія морської піхоти звільнила місто Аль-Джахра, а потім зайняла висоту на хребті Мутла, відрізаючи шляхи втечі іракських військ з Кувейту до Басри. Після війни частини дивізії брали участь в операції «Провайд комфорт».